# Barte (Wal)

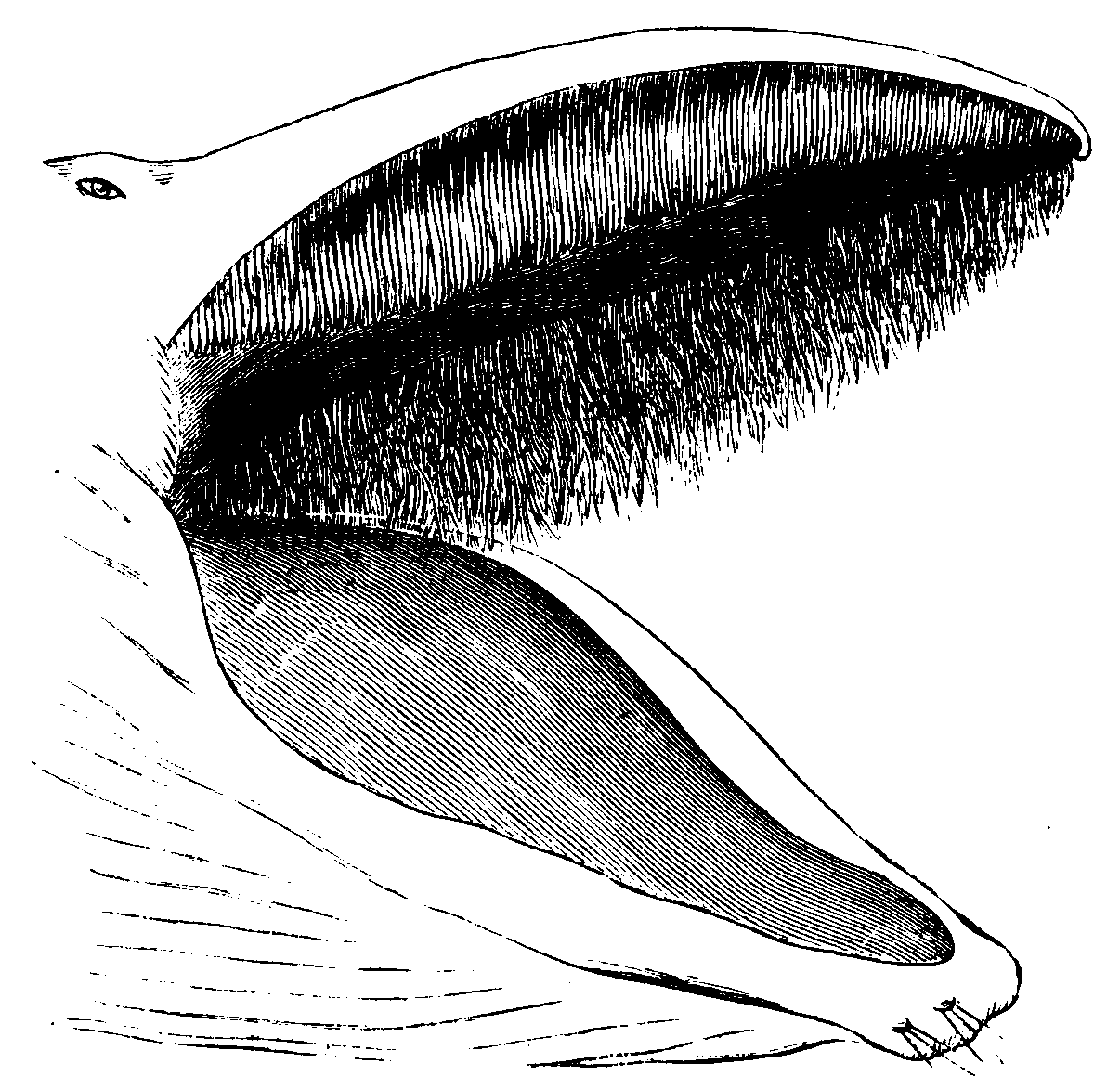
Maul eines Bartenwals

Als Barten bezeichnet man die vom Oberkiefer eines Bartenwals anstelle von Zähnen herabhängenden Hornplatten. Mit Hilfe der meist fein gefiederten Barten seihen (filtern) Wale Plankton wie zum Beispiel Krill aus dem Meerwasser. Der Wal nimmt dazu eine große Menge Wasser auf, was bei den Furchenwalen durch einen extrem dehnbaren Kehlsack erleichtert wird. Danach schließt er seinen Kiefer und drückt das Wasser mit seiner Zunge durch die Barten nach außen. Die im Wasser enthaltenen Kleintiere werden von den Barten wie durch einen Filter zurückgehalten und können so vom Wal problemlos geschluckt werden.
Barten wurden unter der Bezeichnung „Fischbein“ bis in das frühe 20. Jahrhundert unter anderem als Formgeber für Korsetts verwendet.

Bildergalerie
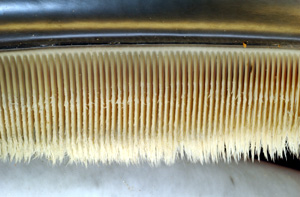
Detailaufnahme
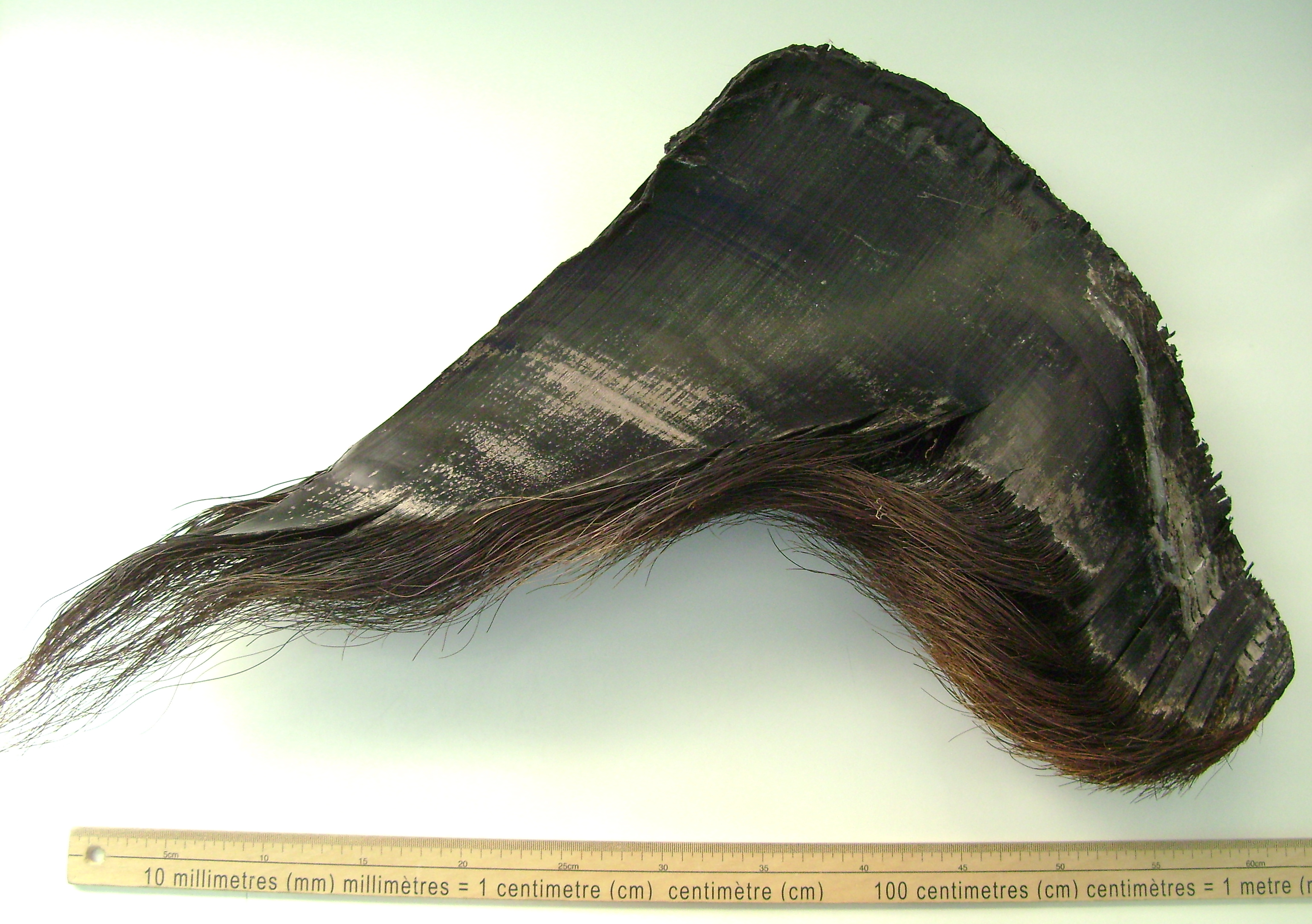
Barten des Blauwals
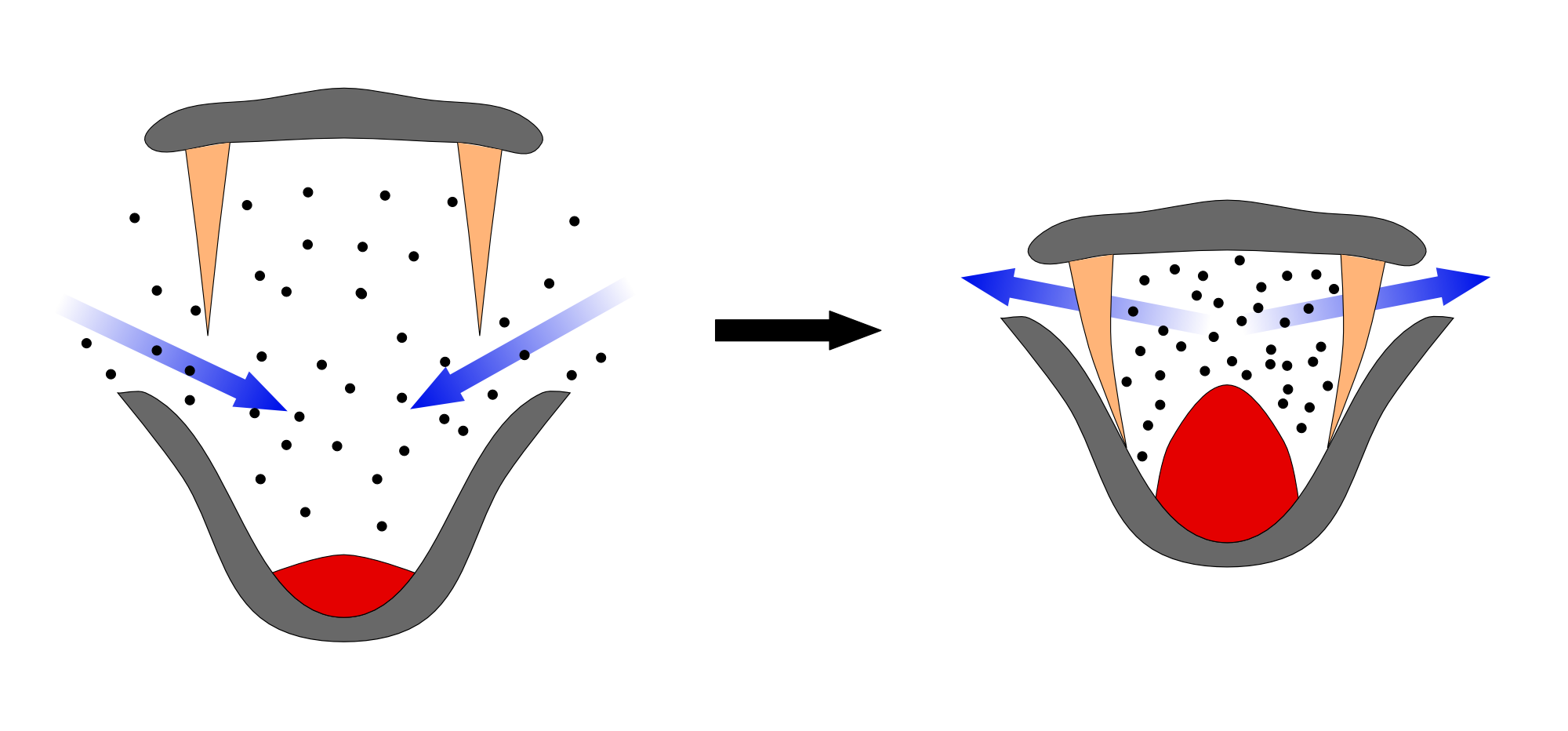
Filtermechanismus der Bartenwale; Querschnitt durch den Kiefer senkrecht zur Körperlängsachse
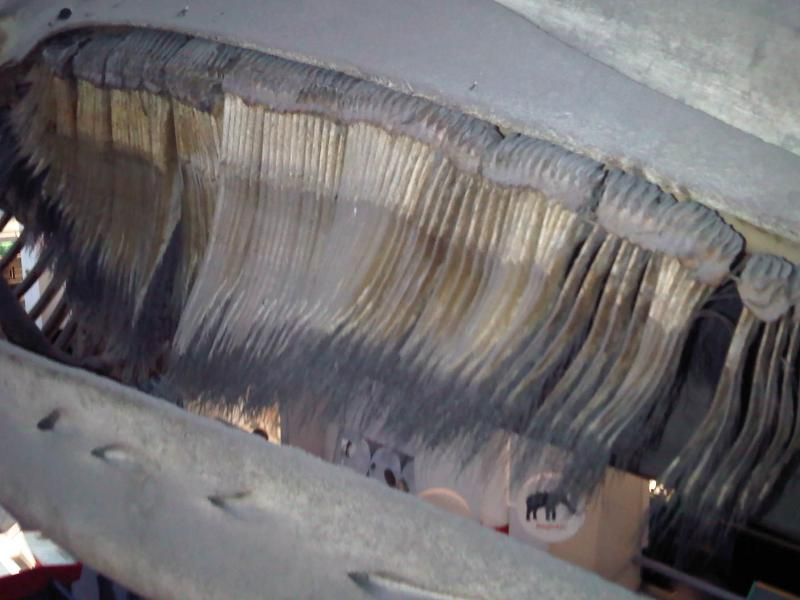
Barten des Grauwals (Eschrichtius robustus)
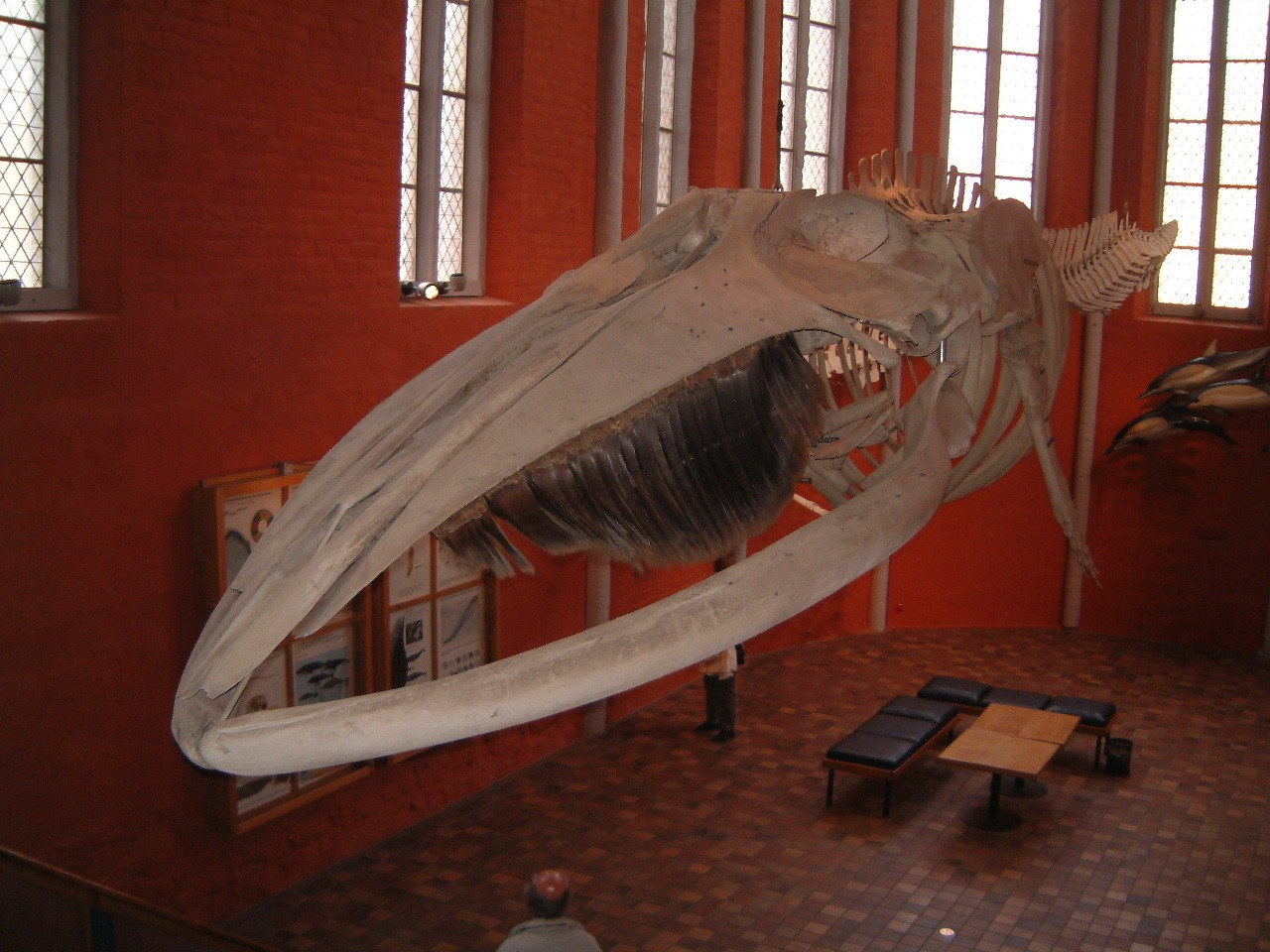
Barten des Finnwals (Balaenoptera physalus) im Meeresmuseum Stralsund
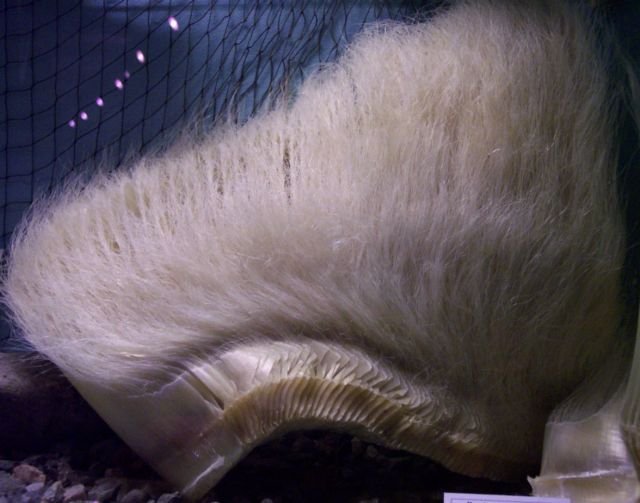
Barte eines Wals